# Laelia (cràter)
Laelia és un cràter amb coordenades planetocèntriques de -45.82 ° de latitud nord i 291.87 ° de longitud est, sobre la superfície de l'asteroide del cinturó principal (4) Vesta. Fa 8.89 km de diàmetre. El nom adoptat com a oficial per la UAI el 28 de febrer de 2012. i fa referència a una verge vestal romana.